# Зіткнення в зоні 51
Зіткнення в зоні 51 (Showdown at Area 51) — науково-фантастичний телефільм 2007 року режисера К. Роми, продюсер Кеннета М. Бадіш та сценаристів Брук Дархем, Арі Грем і Кевін Мур.

## Про фільм
Двоє прибульців, які розбилися на Землі, повинні знайти сховану зброю.
Ця зброя знищить планету та їх власне суспільство. Якщо їх не зупинити.

## Знімались
| Актор           | Роль           |
| --------------- | -------------- |
| Джейсон Лондон  | Джейк Таунсенд |
| Джіджі Еджлі    | Моніка Грей    |
| Кріста Кемпбелл | Вейс           |
| Кобі Белл       | Джад           |
| Джагіді Вайт    | Кроннан        |
| Лі Горслі       | Даймонд        |
| Том Ловелл      | Рейнджер       |